# Jaroslav Macek
Jaroslav Macek (19. prosince 1925 Žitenice – 26. února 2008 Litoměřice) byl český archivář, historik a kancléř litoměřického biskupství (1993–2007). Byl ženatý, měl dvě děti.

## Život
Jaroslav Macek pocházel z katolické učitelské rodiny. Studoval nejprve na gymnáziu v Litoměřicích (1936–1938), po Mnichovské dohodě pak celá rodina uprchla před nacistickým záborem. Studium ukončil maturitou na gymnáziu v Chrudimi v roce 1944. Během války byl totálně nasazen. Stal se aktivním účastníkem protinacistického odboje a obdržel vyznamenání "Za zásluhy I. stupně".
V roce 1945 zahájil studium oborů dějepis–zeměpis na Karlově univerzitě a současně se nechal zaměstnat jako pomocná vědecká síla v Historickém ústavu Akademie věd v Praze. Nakonec nepromoval v roce 1948, ale bývá mu omylem uváděn titul PhDr., kterého však nedosáhl. Nikoli v letech 1946–1950, ale až v letech 1947–1950 studoval na Státní archivní škole v Praze.
Jaroslav Macek se zaměřoval na české církevní dějiny a byl úzkým spolupracovníkem jak biskupa Webera, tak později biskupa Trochty, s nímž spolupracoval i na výchově katolických vysokoškolských skautů. Na žádost biskupa Webera spravoval biskupský archiv, knihovnu a památky (a po jeho smrti v roce 1948 převzal i jeho osobní pozůstalost). V této funkci zůstal i za biskupa Trochty, s nímž úzce spolupracoval jak před jeho zatčením v roce 1953, tak i po jeho návratu v roce 1968.
Výzkumu v církevních archivech se věnoval od roku 1945, z pověření Historického ústavu cestoval do Vatikánu za účelem přípravy dalšího svazku Monumenta Vaticana. Po roce 1948 musel odejít z Prahy a delší dobu pracoval v litoměřickém krajském archivu. Z něj musel odejít v roce 1968 pro svou spolupráci s Trochtou. Ve svazcích StB je veden jako agent pod krycím jménem „Dobroslav“.
V 1990 ho biskup Koukl pověřil správou knihovny, archivu a uměleckých sbírek a v roce 1993 jej jmenoval kancléřem litoměřické diecéze. Přednášel současně dějiny a církevní dějiny na teologické fakultě a později v teologickém konviktu. Byl členem vládní komise historiků pro česko-německé vztahy, členem komise pro laiky ČBK, sekretářem archivní a památkové subkomise a členem kulturní komise. Obnovil diecézní galerii a muzeum.
V roce 2003 mu papež Jan Pavel II. udělil Řád sv. Řehoře Velikého, vysoké církevní vyznamenání za celoživotní zásluhy pro církev.

## Dílo
Jaroslav Macek vydal více než 60 publikací různého rozsahu, převážně se zaměřením na dějiny církve, literatury, umění a hudby, česko-německé vztahy, české dějiny, historické atlasy, správní dějiny a archivní teorie.
- Biskupství litoměřické (2005, vydáno u příležitosti 350 let od založení biskupství)
- 950 let litoměřické kapituly (2007)